# Komplement (Syntax)
Der Begriff Komplement wird in der Linguistik in verschiedenen leicht abweichenden Bedeutungsvarianten für bestimmte Typen von syntaktischen Ergänzungen gebraucht.

## Komplemente in der strukturellen Syntax

### Allgemeine Definition
In formalen Theorien der Syntax bezeichnet man als Komplement eine Phrase, die sich unmittelbar mit einem syntaktischen Kopf verbindet. In einem Strukturbaum ist ein Komplement somit die „Schwester“ eines Kopfes (d. h. einer X°-Kategorie). Im Gegensatz zu einem Adjunkt ändert der Zusatz eines Komplements die Komplexitätsstufe (Projektionsstufe) des Ausdrucks. In einem schematischen Beispiel wie unten ist die Phrase YP ein Komplement des Kopfes X° und ergibt die Ausbaustufe X' zu diesem Kopf. Hingegen ist ZP kein Komplement, selbst wenn ZP ebenfalls von X° abhängig ist:
```
   ...
 /     \
ZP     X'
      / \
    X°   
YP
```

Der Begriff des Komplements in diesem Sinne ist also ein Bestandteil einer allgemeinen Theorie des Strukturaufbaus in der Syntax (z. B. in der X-Bar-Theorie). Dies bedeutet vor allem, dass der Begriff Komplement unabhängig von der Wortart des jeweiligen Kopfes verwendet wird (Nomen, Verb, Adjektiv, Präposition, Konjunktion usw.). In diesem Sinn können dann z. B. Nomina ebenso Komplemente haben wie Verben, wogegen in der traditionellen Grammatik die Ausdrücke, die mit Verben und Nomina erscheinen, traditionell als „Ergänzungen“ bzw. „Attribute“ unterschieden werden.

### Anwendungen
Beispiele für Komplemente sind also sowohl direkte Objekte von transitiven Verben (im Gegensatz zu ihren Subjekten) als auch gewisse Genitivattribute eines Nomens (im Gegensatz zu Adjektivattributen), wie in den folgenden Beispielen (Komplemente jeweils in Fettschrift):
```
     ...
  /        \
            V'
          /   \
       
 NP
     V°
     
Cäsar
  (zu) ermorden
```

```
     ...
  /        \
            N'
          /   \
        N°      
NP

(die) Ermordung 
Cäsars
```

Wenn X° ein Inhaltswort ist, das eine semantische Rolle zuweist, dann ist die Komplementposition der Platz für das erste Argument, das mit dem Prädikat verbunden wird. Der Begriff „Argument“ ist jedoch getrennt zu halten, da er in diesem Zusammenhang überwiegend eine semantische Funktion bezeichnet, wogegen „Komplement“ die Bezeichnung für die Position in der Struktur ist. Da Komplement hier ein struktureller Begriff ist, müssen Komplemente nicht unbedingt Argumente sein; Beispiele für Köpfe, die an ihr Komplement keine Argumentrolle zuweisen, sind unterordnende Konjunktionen, d. h. Complementizer in der generativen Grammatik.

### Das Kopulakomplement
Ein weiteres Beispiel, das zeigt, dass der Komplementbegriff unabhängig von anderen grammatischen Begriffen ist, ist das Kopulakomplement. Eine Kopula ist ein relativ bedeutungsleeres Verb, das mit einem weiteren, nicht-verbalen Element (dem Prädikativum) kombiniert werden muss, um ein Prädikat zu bilden. Diese Ergänzung der Kopula erhält keine semantische Rolle und wird auch nicht kasusregiert, sondern ist nur ein Komplement. Analyse für das Beispiel: „…dass er der einzige war:“
```
dass    VP
      /    \
   NP       V'
   er     /   \
       
 NP
     V°
  
der einzige
   war
```

(Der Nominativkasus des Kopulakomplements der einzige ist ein Gleichsetzungsnominativ, erscheint also durch Übereinstimmung mit dem Subjekt, nicht durch Rektion).

## Komplemente im Sinne der Valenzgrammatik
In der Literatur zur Valenzgrammatik (sowie in der von ihr beeinflussten germanistischen Literatur) wird des Öfteren der Begriff „Komplement“ als Synonym zu (obligatorischer) „Ergänzung“ verwendet, und wird für diese Fälle dann auch praktisch austauschbar mit dem Begriff des syntaktischen „Argumentes“.
Ein wesentlicher Unterschied zum strukturellen Komplementbegriff ist dann z. B., dass Subjekte zwar als Ergänzungen für die Valenz des Verbs zählen, aber in aller Regel nicht Komplemente im Sinne einer Komplementposition sein können. Ferner trifft der Begriff des Komplements im Sinne der Valenzgrammatik nur auf Einheiten zu, die von einem Prädikat abhängen, wogegen der strukturelle Komplementbegriff sich auch auf Fälle rein struktureller Nachbarschaft bezieht, wie sie z. B. zwischen einer nebensatzeinleitenden Konjunktion und dem Rest des Nebensatzes besteht. (Unterordnende Konjunktionen werden zumindest in der klassischen Formulierung des Valenzbegriffes bei Tesnière über das Konzept der „Translation“ statt über das der „Valenz“ erfasst).